# Raymond Edward Brown
Raymond Edward Brown (New York, 22. svibnja 1928. – Redwood City, Kalifornija, 8. kolovoza 1998.) bio je američki katolički svećenik, sulpicijanac i bibličar.
Od 1972. bio je član Papinske biblijske komisije, papinskog savjetodavnog tijela za pitanja o Svetom pismu. Smatra se stručnjakom za hipotetičku „ivanovsku zajednicu”, za koju je smatrao da je doprinijela autorstvu Evanđelja po Ivanu, a napisao je i utjecajne studije o Isusovom rođenju i smrti. Brown je bio professor emeritus na protestantskom učilištu „Union Theological Seminary” u New Yorku, gdje je predavao 29 godina. Bio je prvi katolički profesor koji je na tom učilištu dobio pravo predavanja te je stekao reputaciju „vrhunskog predavača”.
Brown je bio jedan od prvih katoličkih učenjaka koji su počeli upotrebljavati povijesno-kritičku analizu pri proučavanju Biblije. Godine 1943. Crkva je izdala smjernice po kojima su katolički učenjaci mogli proučavati Bibliju s povijesnog gledišta. Brown je encikliku kojom je ovo objavljeno prozvao „Magna Carta biblijskog napretka”.

## Životopis
Raymond Edward Brown rodio se u New Yorku, u obitelji Roberta H. Browna i Lorette Brown. Studirao je na Američkom katoličkom sveučilištu gdje je postigao bakalaureat 1948. i magisterij 1949. godine. Godine 1951. postao je članom sulpicijanskog reda, a 1953. zaređen za svećenika u biskupiji St. Augustine na Floridi. Doktorirao je na Sveučilištu Johns Hopkins, gdje mu je jedan od mentora bio profesor William F. Albright.
Brown je u dva navrata, 1972. i 1996., imenovan članom Papinske biblijske komisije. Bio je profesor biblike na protestantskom „Union Theological Seminary” u New Yorku, gdje je predavao od 1971. do 1990., kada je postao professor emeritus. Bio je predsjednik Katoličkog biblijskog udruženja, Društva za biblijsku književnost (1976. – 1977.) te Društva za novozavjetne studije (1986. – 1987.). Kasnsije je pastoralno djelovao u biskupiji Baltimore. Dodijeljena su mu 24 počasna doktorata od američkih i europskih sveučilišta.
Umro je u sjemeništu Menlo Park, u Kaliforniji. Kardinal Roger Michael Mahony ga je opisao kao „najistaknutijeg i najuglednijeg katoličkog bibličara koji se ikada rodio u Sjedinjenim Državama”, a njegova smrt, kako je kardinal rekao, predstavlja „velik gubitak za Crkvu”.

## Znanstveni doprinos
Brown je bio jedan od prvih katoličkih teologa u Sjedinjenim Državama koji je počeo koristiti povijesno-kritičku metodu za proučavanje Biblije. Enciklikom Divino Afflante Spiritu Crkva je odobrila povijesno-kritičku metodu.
Usvajajući Dogmatsku konstituciju o Božanskoj objavi Dei Verbum, rkveni su teolozi ustvrdili da „knjige Pisma čvrsto, vjerno i bez zablude naučavaju istinu koju htjede Bog da radi našeg spasenja bude zapisana u Svetom pismu”, Brown ukazuje na nedorečenost ove izjave koja je otvorila vrata novoj interpretaciji nepogrešivosti premještajući se s doslovnog tumačenja teksta na usredotočenost na stupanj njegova slaganja sa spasiteljskim Božjim naumom. To je vidio kao uspjeh Crkve, koja je usvojila rječnik koji spašava obraz: „Katolička Crkva svoj službeni stav ne mijenja na izravan način. Prethodne se izjave ne odbacuju, nego se citiraju s pohvalom i onda istovremeno reinterpretiraju... Ono što se događalo bio je graciozni pokušaj da se zadrži što se može spasiti iz prošlosti i istovremeno se krene u novom smjeru.”

### Novozavjetna kristologija
U detaljnom članku iz 1965. u časopisu „Theological Studies” (Teološke studije) istražujući je li Isus ikada bio nazvan „Bogom” u Novom zavjetu, Brown je zaključio da „čak ni četvrto evanđelje Isusa nikada ne prikazuje kako izričito govori da je Bog” i da „nema razloga da smatramo da je Isus nazivan Bogom u najranijim slojevima novozavjetne tradicije”. Tvrdio je da se „postupno, u razvoju kršćanske misli Bog razumijevao kao širi pojam. Bilo je očito da se Bog toliko objavio u Isusu da je Bog morao moći u sebi uključivati i Oca i Sina”.
Trideset godina kasnije, Brown se ponovno osvrnuo na to pitanje u jednom uvodnom tekstu za šire čitateljstvo, pišući kako se na „tri prilično jasna mjesta u Novom zavjetu (Heb 1,8-9; Iv 1,1; 20,28) te vjerojatno na još pet mjesta Isus naziva Bogom”, što je Brown smatrao prirodnim razvitkom ranijeg govora o Isusu kao „Gospodinu”.

### Evanđelje po Ivanu
Ivanovo je evanđelje podijeljeno na dva dijela, koje je Brown nazvao „Knjigom znakova” i „Knjigom slave”. Knjiga znakova izvještava o Isusovim javnim čudima, koja se nazivaju znacima. Knjiga slave sadrži Isusova privatna učenja učenicima, razapinjanje i njegovo uskrsnuće.
Brown identificira tri tekstualna sloja u Ivanovom evanđelju: 1) prvotnu verziju za koju Brown smatra da se temelji na osobnom doživljaju Isusa; 2) strukturiranu literarnu tvorevinu od strane evanđelista koji koristi dodatne izvore; i 3) prerađenu verziju koju čitatelji danas poznaju.

## Reakcije na Brownov rad

### Potpora
Browna opisuju kao „najboljeg stručnjaka za Ivanove spise u engleskom govornom području”. Terrence T. Prendergast rekao je kako je „skoro 40 godina pater Brown cijelu Crkvu držao zainteresiranu za uzbuđenje i nove mogućnosti biblike”. Većina Brownovih djela dobila su nihil obstat i imprimatur. Brown je bio stručnjak imenovan da pregleda i dadne nihil obstat za „The New Jerome Biblical Commentary”, standardnu temeljnu oglednu knjigu za katoličku biblijske studije, a čiji je bio jedan od urednika i kojem je i sam doprinio poput desetina drugih katoličkih učenjaka. Bibličar Ben Witherington posvetio je Brownu svoju knjigu „The Jesus Quest” (Potraga za Isusom).

### Kritika
Brownov rad je bio kritiziran zbog nekih njegovih aspekta koji su dovodili u sumnju povijesnu točnost brojnih članaka vjere. Među kritičarima su i kardinal Lawrence Shehan, Richard Gilsdorf i George A. Kelly. Gilsdorf je Brownovo djelo opisao kao „velik doprinos pomućenoj pustari 'Američke crkve' koja se sve više otuđuje od svoga bogomdanog središta”.
S druge strane, drugi pisci su kritizirali Browna zbog njegova pretjerana opreza, što su protumačili kao njegovu nevoljkost da prizna radikalne posljedice kritičkih metoda koje koristi. Frank Kermode, u svojoj recenziji Brownova djela „The Birth of the Messiah”, okarakterizirao Browna da pretjerano teži k dobivanju imprimatura od Katoličke Crkve. Geza Vermes je Browna opisao kao „najbolji primjer imanja i ovaca i novaca”.

## Djela

### Na engleskom
Raymond E. Brown napisao je ukupno 25 knjiga koje se bave biblijskom tematikom.
- The Sensus Plenior of Sacred Scripture [Sensus plenior Svetoga pisma], St. Mary's University, Baltimore 1955. – disertacija.
- New Testament Essays [Novozavjetni eseji], 1965.
- "The Gospel According to John" [Evanđelje po Ivanu], u: Anchor Bible, 1966. i 1970.
- Peter in the New Testament [Petar u Novom zavjetu] (koautor), 1973.
- Mary and the New Testament [Marija i Novi zavjet] (koeditor), 1978.
- The Community of the Beloved Disciple [Zajednica ljubljenoga učenika], Paulist Press, New York 1979.
- The Critical Meaning of the Bible [Kritičko značenje Biblije], Paulist Press, New York 1981.
- New Jerome Biblical Commentary (koeditor), 1990.
- Responses to 101 Questions on the Bible [Odgovori na 101 pitanje o Bibliji], Paulist Press,  New York 1991. (ISBN 0-8091-4251-1)
- Death of the Messiah [Smrt Mesije], 1994.
- An Introduction to New Testament Christology [Uvod u novozavjetnu kristologiju], 1994. (Pregled)
- An Introduction to the New Testament [Uvod u Novi zavjet], 1997. – postoji i hrvatski prijevod (v. dolje).
- Birth of the Messiah [Rođenje Mesije], 1998. – prevrednovanje evanđeoskih izvještaja o Isusovom rođenju.

### Na hrvatskom
Djela Raymonda E. Browna prevedena na hrvatski jezik:
- Uvod u Novi zavjet, Kršćanska sadašnjost, Zagreb 2008. (ISBN 978-953-11-0407-4) Poveznica na stranicu KS-a  Arhivirana inačica izvorne stranice od 15. ožujka 2011. (Wayback Machine)